# Fadlawàyhides
Els Fadlawàyhides (dinastia Fadlawàyhida o dels Banu Fadlawayh, també coneguda com a dinastia Xabankara o dels Xabankares) foren una dinastia kurda que va governar a Xabanqara de 1056 a 1314
El seu ancestre fou Fadlawayh ibn Ali ibn al-Hasan ibn Ayyub (Fadlun segon Ibn al-Athir), executat el 1071/1072 o 1078. Durant un temps la dinastia pràcticament desapareix de les cròniques, apareixent uns noms d'emirs (Nizam al-Din Mahmud vers, Mubaraz al-Din Hazarasp, Hasanwayh I i Mubariz I) dels que no se sap gaire cosa; vers la meitat del segle xii amb la decadència seljúcida la dinastia fou independent.
Les notícies reapareixen el 1228/1229 amb Muzaffar al-Din Muhammad ibn al-Mubariz que va morir en lluita contra els mongols ilkhànides (1260). El va seguir Kutb al-Din Mubariz II (1260-1261), i a aquest Nizam al-Din Hasanwayh II (1261-1264) i després Nusrat al-Din Ibrahim (1264-1266). Llavors va pujar al tron Tayyibshah o Taib Shah (1264-1282) al que va succeir el seu germà Baha al-Din Ismail, mort de manera natural el 1289/1290; el poder va passar al seu fill Nizam al-Din ibn Baha al-Din i al cosí Giyath al-Din ibn Djalal al-Din, que van governar junts però sense cap poder efectiu. El 1312/1313 es va produir una revolta contra els ilkhànides que fou sufocada Sharaf al-Din Muzaffar i a l'any següent (1313/1314) apareix al tron un personatge d'obscur origen anomenat Ardashir, que fou eliminat el febrer/març de 1314 pel mateix Sharaf al-Din Muzaffar, que fou el fundador de la dinastia muzaffàrida. El 1354 o 1355 apareix un xeic shabankara esmentat com Malik Ardashir (¿el mateix Ardashir de 1314?) revoltat contra els muzaffàrides, ara sota Mubaraz al-Din, que va enviar el seu fill Mahmud i el va obligar a fugir. El 1363/1364 es parla d'un hakim dels shabankara que obeïa als muzaffàrides. A finals del segle el pañís shabankara era un feu del príncep ak koyunlu Baysonkur. És possible que la dinastia fadlawàyhida conservés algun poder local fins a 1424.
El seu personatge cultural més notable fou l'historiador Muhàmmad ibn Ali Xabankarai.
Vegeu: Fadluwàyhides o Hazaràspides o, per la dinastia del Lur-i Buzurg (Gran Luristan)

## Nota
1. ↑  Enciclopèdia Britànica dona 1160 a 1424 i la Irànica dona 1030 a 1355